# 旅っきり!〜ふれあい紀行〜
『旅っきり!〜ふれあい紀行〜』（たびっきり ふれあいきこう）は、関西テレビほかで放送されていたJR西日本一社提供の旅番組である。関西テレビでは2006年4月2日から2008年3月30日まで、毎週日曜日 9:30 - 10:00に放送。

## 概要
毎回、芸能人の男女カップル1組が日本各地で1泊2日の旅をする模様を放送した。旅先はJR西日本の営業圏内が中心だった。
JR西日本にとっては、2005年9月25日に終了した『走れ!ガリバーくん』以来半年ぶりの提供番組であった。ただし、開始当初の2か月間は、JR福知山線脱線事故の影響でCMを自粛していたため、JRグループ・ハウステンボス・アドベンチャーワールドが代理のスポンサーとなり、後2社はJR西日本のCM再開後もしばらくCMを放映していた。なお、提供クレジットは開始から終了まで一貫して表示していなかった。

## ナレーター

### 番組終了時のナレーター
- 大津奈美子

### 途中まで担当していたナレーター
- U.K.
- 中島優子（当時関西テレビアナウンサー）

## スタッフ

### 番組終了時のスタッフ
- 構成 : ［週替わり］近藤一朗、野口勉、弘中麻由
- CAM : ［同上］高山謙一、宮本吉将、野澤慎二
- MIX : ［同上］内野彰、森本真毅、森田順
- 照明 : ［同上］本村毅（エル・アップ）、西康宏
- EED : ［同上］高津武弘・笠井拓郎（東通AVセンター）、岡村康弘（亀人）、早川徹哉（イングス）、塩見淳
- MA : ［同上］山本正志・木村冬樹・安西育美（CARROT）
- メイク : ベイビーフェイス
- ディレクター : ［週替わり］相馬芳匡・乾充貴（KTV）、西原久進・武市暢・加藤俊介（メディアブルポ）、亀井さわ子（亀人）、西野佳（エキスプレスCR）、石原直行（東通企画）
- プロデューサー : 田中淳（KTV） ／ ［週替り］松本浩・若松雅也・増田幸一郎（メディアブルポ）、和宏美（東通企画）、赤井勝久（エキスプレスCR）、木邑裕介（D-REC）、山本真（亀人）
- 技術協力 : ［週替わり］テーク・ワン、東通、東通テクノサービス、東通ライティング、マイシャ、COREプロジェクト
- 制作協力 : ［同上］エキスプレスCR、D-REC、東通企画、メディアプルポ、亀人
- 制作著作 : 関西テレビ

### 途中まで参加していたスタッフ
- プロデューサー : 谷口俊哉・加藤雅也・毛阪一洋（KTV）
- アシスタントプロデューサー : 原澄子（KTV）

## エンディングテーマ
- 弐本恩太「街」
- HONEY SAC「Go on!」

## ネット局

### 同時ネット局
- 関西テレビ
- 石川テレビ
- 福井テレビ
- 山陰中央テレビ
- テレビ新広島
- テレビ愛媛 - 2006年10月1日放送開始。JR西日本提供ではなく、番組販売扱いでネット。
- テレビ西日本

### 遅れネット局
いずれもJR西日本提供ではなく、番組販売扱いでネット。
- 新潟総合テレビ
- 群馬テレビ
- テレビ神奈川
- 長野放送
- 三重テレビ
- 四国放送（日本テレビ系列）
- テレビ熊本
- テレビ大分
- 鹿児島テレビ

### 不定期ネット局
- さくらんぼテレビ
- テレビ山口（TBS系列）